# Carnot-Moon
Carnot-Moon és una concentració de població designada pel cens dels Estats Units a l'estat de Pennsilvània. Segons el cens del 2000 tenia 10.637 habitants.

## Demografia
Segons el cens del 2000, Carnot-Moon tenia 10.637 habitants, 4.327 habitatges, i 2.544 famílies. La densitat de població era de 687,9 habitants per quilòmetre quadrat.
Dels 4.327 habitatges en un 24% hi vivien nens de menys de 18 anys, en un 48,2% hi vivien parelles casades, en un 7,7% dones solteres, i en un 41,2% no eren unitats familiars. En el 34,6% dels habitatges hi vivien persones soles el 7,6% de les quals corresponia a persones de 65 anys o més que vivien soles. El nombre mitjà de persones vivint en cada habitatge era de 2,19 i el nombre mitjà de persones que vivien en cada família era de 2,85.
Per edats la població es repartia de la següent manera: un 18,1% tenia menys de 18 anys, un 16,8% entre 18 i 24, un 29,8% entre 25 i 44, un 23,2% de 45 a 60 i un 12,1% 65 anys o més.
L'edat mediana era de 35 anys. Per cada 100 dones de 18 o més anys hi havia 100,8 homes.
La renda mediana per habitatge era de 49.436 $ i la renda mediana per família de 62.045 $. Els homes tenien una renda mediana de 43.855 $ mentre que les dones 30.130 $. La renda per capita de la població era de 23.960 $. Entorn del 2,7% de les famílies i el 5% de la població estaven per davall del llindar de pobresa.

## Poblacions més properes
El següent diagrama mostra les poblacions més properes.